# Dane DeHaan

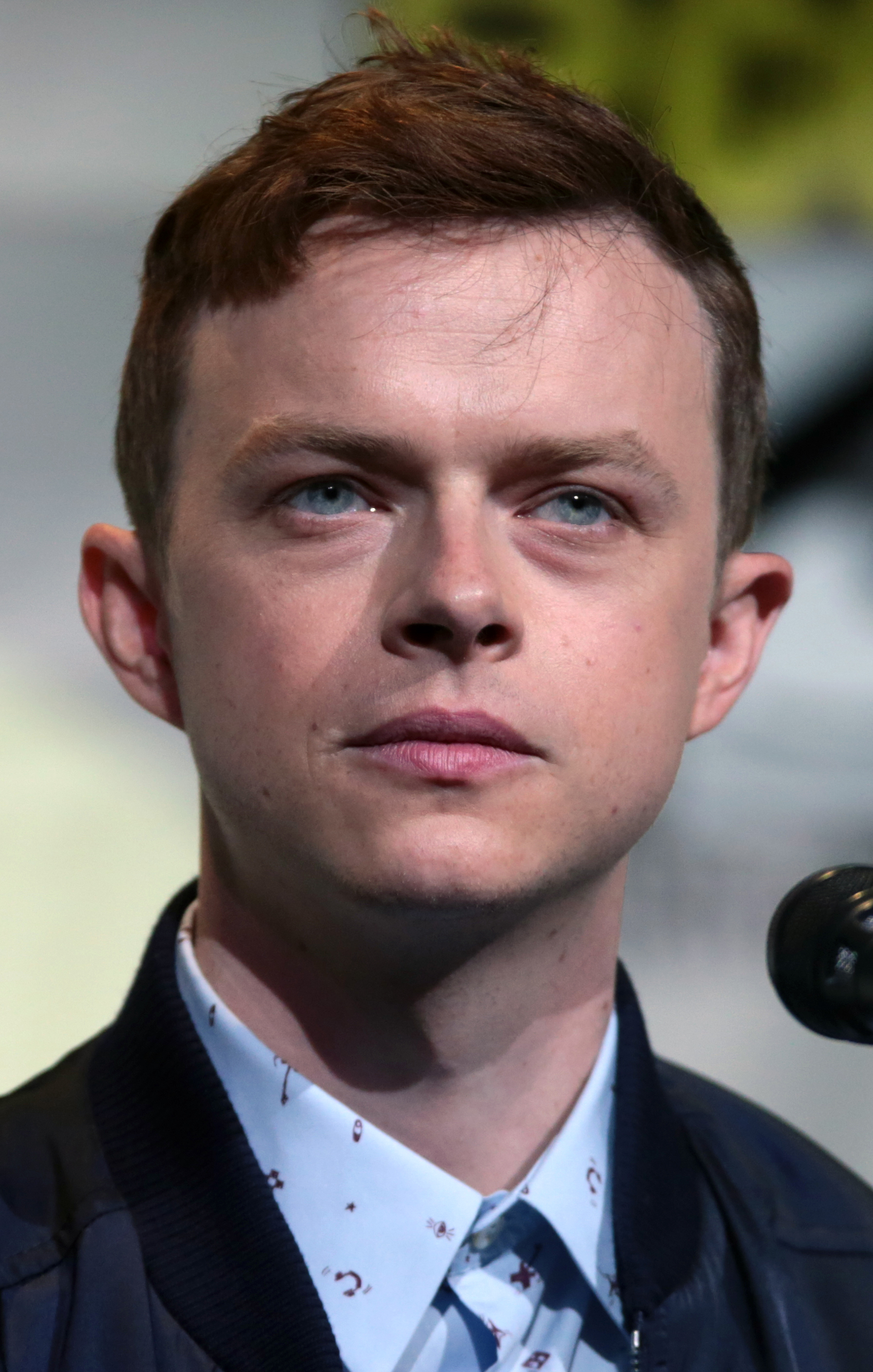
Dane DeHaan auf der Comic-Con 2016

Dane William DeHaan  (* 6. Februar 1986 in Allentown, Pennsylvania) ist ein US-amerikanischer Schauspieler.

## Leben
DeHaan wurde 1986 (nach anderen Quellen 1987) in Allentown, Pennsylvania, geboren und wuchs zusammen mit einer älteren Schwester in der Dorfgemeinde Zionsville in bürgerlichen Verhältnissen auf. Sein Vater ist Informatiker und seine Mutter arbeitet für einen lokalen Möbelhersteller.
DeHaan besuchte die Highschool im nahegelegenen Emmaus. Schon in früher Kindheit begeisterte er sich für das Schauspiel und trat im Kindertheater in verschiedenen Inszenierungen auf. Später besuchte er die University of North Carolina School of the Arts, wo er sein Schauspielstudium 2008 abschloss.
Im selben Jahr hatte er eine Gastrolle in der Fernsehserie Law & Order: Special Victims Unit. Nach einer größeren Rolle in der Fernsehserie In Treatment – Der Therapeut hatte DeHaan seinen Durchbruch mit der Rolle des Andrew Detmer im Science-Fiction-Film Chronicle – Wozu bist du fähig?. Im selben Jahr war er an der Seite von Shia LaBeouf, Tom Hardy und Jason Clarke in der Literaturverfilmung Lawless – Die Gesetzlosen zu sehen.
In The Amazing Spider-Man 2, dessen Dreharbeiten von Februar bis Juni 2013 stattfanden, spielte DeHaan Harry Osborn, den Freund und Gegenspieler von Andrew Garfields Spider-Man, welcher gegen Filmende zum schurkischen Green Goblin mutiert.
2016 spielte er in dem zu großen Teilen in Deutschland gedrehten Gore-Verbinski-Mysterythriller A Cure for Wellness die Hauptrolle des jungen, ambitionierten Bankers Lockhart, der den Firmenchef Pembroke aus einem Wellness-Resort in den Schweizer Alpen zurück nach New York holen soll.
Es folgten weitere große Engagements im Jahr 2017. In der hochbudgetierten, französischen Science-Fiction-Comic-Verfilmung Valerian – Die Stadt der tausend Planeten verkörperte DeHaan unter der Regie von Luc Besson die Titelrolle des jungen, draufgängerischen Majors Valerian auf Spezialmission. Und in dem Kostümdrama Tulpenfieber einen holländischen Maler des Goldenen Zeitalters.
Dane DeHaan ist seit 2012 mit der Schauspielerin Anna Wood verheiratet, mit der er seit 2006 zusammen ist. Das Paar lebt derzeit in Williamsburg, einem Stadtteil von Brooklyn und hat zwei Kinder.

## Filmografie (Auswahl)

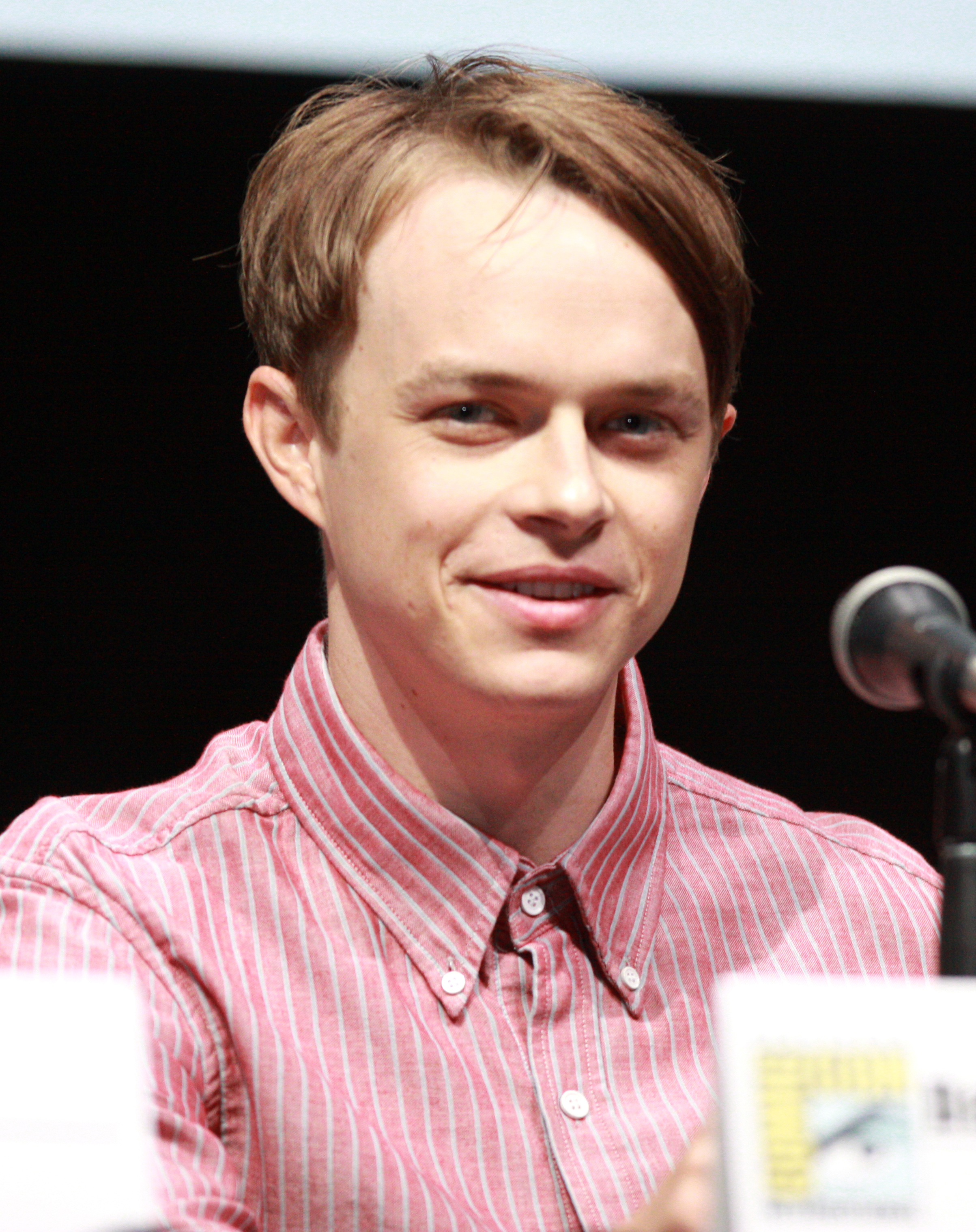
Dane DeHaan (2013)

- 2008: Law & Order: Special Victims Unit (Fernsehserie, eine Folge)
- 2010: Patricia Cornwell – Gefahr (At Risk, Fernsehfilm)
- 2010: Patricia Cornwell – Undercover (The Front, Fernsehfilm)
- 2010: Amigo
- 2010: In Treatment – Der Therapeut (In Treatment, Fernsehserie, sieben Folgen)
- 2011: True Blood (Fernsehserie, drei Folgen)
- 2012: Chronicle – Wozu bist Du fähig? (Chronicle)
- 2012: Jack & Diane
- 2012: Lawless – Die Gesetzlosen (Lawless)
- 2012: Lincoln
- 2012: The Place Beyond the Pines
- 2013: Kill Your Darlings – Junge Wilde (Kill Your Darlings)
- 2013: Metallica Through the Never (Konzertfilm)
- 2013: Devil’s Knot – Im Schatten der Wahrheit (Devil’s Knot)
- 2014: The Amazing Spider-Man 2: Rise of Electro (The Amazing Spider-Man 2)
- 2014: Life After Beth
- 2015: Life
- 2016: Ballerina (Stimme)
- 2016: A Cure for Wellness
- 2017: Valerian – Die Stadt der tausend Planeten (Valerian and The City of A Thousand Planets)
- 2017: Tulpenfieber (Tulip Fever)
- 2019: The Kid – Der Pfad des Gesetzlosen (The Kid)
- 2020: ZeroZeroZero (Fernsehserie)
- 2020: The Stranger (Fernsehserie, 13 Folgen)
- 2021: Lisey’s Story (Miniserie, 8 Episoden)
- 2022: The Staircase (Miniserie, 7 Episoden)
- 2023: Oppenheimer
- 2023: Dumb Money – Schnelles Geld (Dumb Money)
- 2025: American Primeval (Miniserie)